# 속초시·양양군·인제군·고성군
속초시·양양군·인제군·고성군은 대한민국의 옛 국회의원 선거구이다. 당시 강원도 속초시, 양양군, 인제군, 고성군 지역을 관할했다.

## 역사
대한민국 제9대 국회의원 선거를 앞두고 중선거구제가 도입되면서 속초시·양양군·고성군 선거구에 인제군 지역이 편입되면서 신설되었다.
대한민국 제11대 국회의원 선거를 앞두고 속초시, 인제군, 고성군이 속초시·양구군·인제군·고성군 선거구를 구성하게 되었고 양양군이 강릉시·명주군·양양군 선거구를 구성하게 됨에 따라 폐지되었다.

## 역대 국회의원
| 선거   | 정당 | 정당       | 1위 의원 | 정당 | 정당   | 2위 의원 |
| ------ | ---- | ---------- | -------- | ---- | ------ | -------- |
| 1973년 |      | 민주공화당 | 정일권   |      | 무소속 | 김인기   |
| 1978년 |      | 민주공화당 | 정일권   |      | 무소속 | 함종빈   |

## 역대 선거 결과

### 대한민국 제9대 국회의원 선거
|  | 64.03% |

|  | 20.41% |

|  | 15.55% |

### 대한민국 제10대 국회의원 선거
|  | 60.28% |

|  | 12.19% |

|  | 11.16% |

|  | 10.61% |

|  | 4.13% |

|  | 1.60% |